# Sardara
Sardara ist eine italienische Gemeinde (comune) mit 3777 Einwohnern (Stand 31. Dezember 2023) in der Provinz Medio Campidano auf Sardinien.

## Geographie
Die Gemeinde liegt etwa 20 Kilometer nordöstlich von Villacidro und etwa 10 Kilometer nordwestlich von Sanluri. Sardara grenzt unmittelbar an die Provinz Oristano. Die Nachbargemeinden sind Collinas, Mogoro (OR), Pabillonis, San Gavino Monreale, Sanluri und Villanovaforru.

## Sehenswürdigkeiten
In Sardara befindet sich mit Santa Anastasia eines der besterhaltenen Brunnenheiligtümer Sardiniens.

## Verkehr
Durch die Gemeinde führt die Strada Statale 131 Carlo Felice von Cagliari kommend nach Oristano und weiter nach Porto Torres.

## Söhne und Töchter der Gemeinde
- Corrado Melis (* 1963), katholischer Geistlicher, Bischof von Ozieri